# Passage à l'an 2000

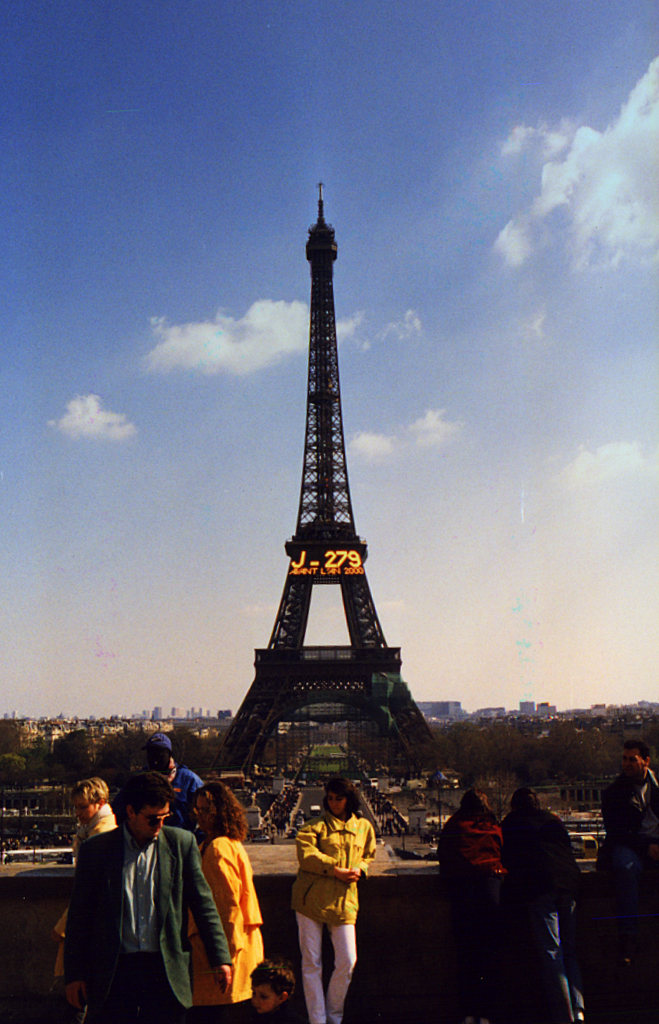
Compte à rebours sur la tour Eiffel : J-279 avant l'an 2000.

Le passage à l'an 2000 fut particulier pour deux raisons. D'abord parce qu'il entamait la dernière année du millénaire, et ensuite du fait d'une particularité des systèmes informatiques, induisant des craintes de dysfonctionnements majeurs lors du changement d'année.

## Informatique
Le passage informatique à l'an 2000, connu sous le terme de bug de l'an 2000, est un défi sans précédent en matière de conception et de programmation informatique ayant lieu lors du passage à l'an 2000. Ce problème est attribuable à la manière dont les dates étaient formatées dans les systèmes informatiques, souvent réduites à deux chiffres pour l'année. Ainsi, en passant de 1999 à 2000, ces systèmes risquaient d'interpréter cette transition comme un retour à l'année 1900, entraînant des conséquences potentiellement graves sur le fonctionnement des programmes et des équipements.
Contrairement à la perception courante que ce problème était un simple bug, il s'agissait en fait d'une question d'obsolescence systémique qui exigeait une refonte profonde de l'architecture des systèmes d'information. Cette mise à jour était d'autant plus complexe que certains composants anciens n'étaient plus maintenus, nécessitant parfois le remplacement complet des systèmes.

## Célébrations

### En France
6 000 villes ont mis en place des portes symboliques devant s'ouvrir au passage de l'an 2000. Un dispositif lumineux affichant le nombre de jours restant avant l'an 2000 est mis en place sur la tour Eiffel le 5 avril 1997, soit 1000 jours avant le passage. L'affichage du compte à rebours tombe en panne quelques heures avant le passage à l'an 2000, sans pouvoir être remis en fonction avant minuit.

### En Océanie
L'île Caroline fut rebaptisée « île du Millénaire » à l'occasion du passage à l'an 2000.